# Huis van Afgevaardigden van South Dakota

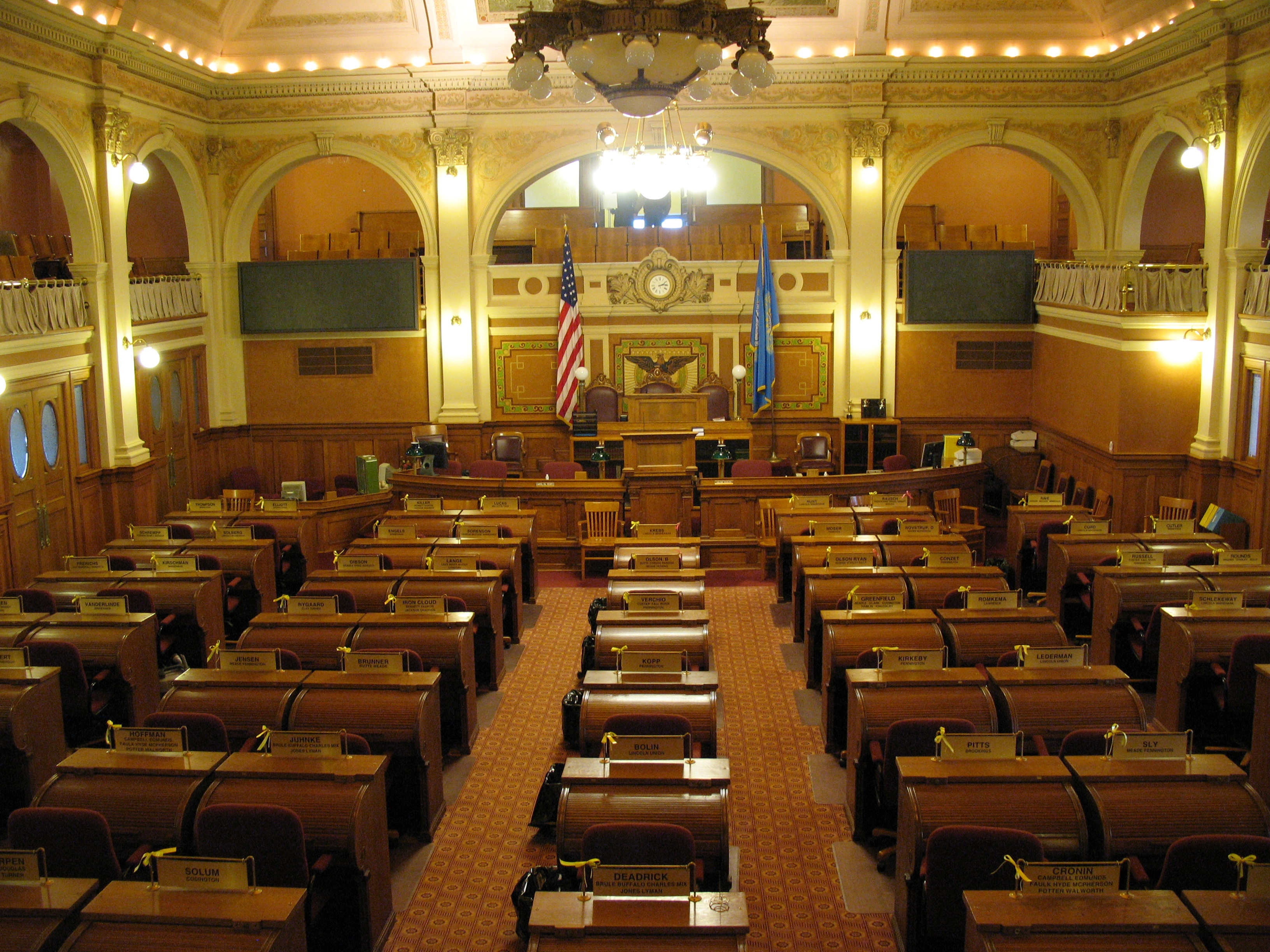
Het Huis van Afgevaardigden van South Dakota

Het Huis van Afgevaardigden van South Dakota (Engels: South Dakota House of Representatives) is het lagerhuis van de wetgevende macht van de Amerikaanse staat South Dakota. Het hogerhuis is de Senaat van South Dakota.
De Huis van Afgevaardigden telt 70 afgevaardigden die per twee verkozen worden vanuit een kiesdistrict. Elke afgevaardigde wordt gekozen voor een termijn van twee jaar en kan er maximaal vier uitzitten. De verkozenen komen samen in het Capitool van South Dakota in Pierre.
Sinds de algemene verkiezingen van 2020 bezetten de Republikeinen 62 van de 70 zetels. De Democratische Partij heeft acht zetels. Republikein Spencer Gosch is de speaker die het parlement voorzit.